# Paravibrissina infuscata
Paravibrissina infuscata är en tvåvingeart som beskrevs av Hiroshi Shima 1979. Paravibrissina infuscata ingår i släktet Paravibrissina och familjen parasitflugor. Inga underarter finns listade i Catalogue of Life.